# ميلاني باباليا
ميلاني باباليا (بالإنجليزية: Melanie Papalia)‏ (و. 1984  م) هي ممثلة أفلام كندية، ولدت في فانكوفر.
.

## وصلات خارجية
- ميلاني باباليا على موقع IMDb (الإنجليزية)
- ميلاني باباليا على موقع ألو سيني (الفرنسية)
- ميلاني باباليا على موقع أول موفي (الإنجليزية)
- ميلاني باباليا على موقع قاعدة بيانات الفيلم (الإنجليزية)
- ميلاني باباليا على موقع كينوبويسك (الروسية)